# Kelkyttee
Kelkyttee är en sjö i kommunen Pertunmaa i landskapet Södra Savolax i Finland. Sjön ligger 104,7 meter över havet. Arean är 1,02 kvadratkilometer och strandlinjen är 5,78 kilometer lång. Sjön  ingår i Kymmene älvs huvudavrinningsområde.   Den ligger omkring 56 kilometer väster om S:t Michel och omkring 160 kilometer nordöst om Helsingfors. 
I sjön finns ön Junkkarinluoto. Kelkyttee ligger nordväst om Aitjärvi. 